# 郛堤城遗址
郛堤城遗址，位于中国河北省沧州市黄骅市，1982年7月23日公布为河北省文物保护单位，2019年10月7日入选第八批全国重点文物保护单位。
郛堤城址的历史年代为战国、秦汉。